# ATP Challenger Series 2012
Los ATP Challenger Series 2012 son la segunda categoría en el tenis profesional masculino por detrás de los torneos del ATP Tour.
Los torneos de mayor dinero dentro de esta categoría (US$150.000 más hospitalidad) darán una suma de 125 puntos para el ranking de la ATP al ganador mientras que los de menor dinero (US$35.000) darán 75 puntos al ganador.

## Distribución de puntos
Los puntos se otorgan de la siguiente manera:
| Categoría del torneo                        | G   | F  | SF | CF | R16 | R32 | Q  |
| ------------------------------------------- | --- | -- | -- | -- | --- | --- | -- |
| Challenger $125,000+H Challenger €106,500+H | 125 | 75 | 45 | 25 | 10  | 0   | +5 |
| Challenger $125,000 Challenger €106,500     | 110 | 65 | 40 | 20 | 9   | 0   | +5 |
| Challenger $100,000 Challenger €85,000      | 100 | 60 | 35 | 18 | 8   | 0   | +5 |
| Challenger $75,000 Challenger €64,000       | 90  | 55 | 33 | 17 | 8   | 0   | +5 |
| Challenger $50,000 Challenger €42,500       | 80  | 48 | 29 | 15 | 7   | 0   | +3 |
| Challenger $35,000+H Challenger €30,000+H   | 80  | 48 | 29 | 15 | 6   | 0   | +3 |

## Programa de torneos

### Clave
| ATP Challenger Tour Finales |
| Torneos Tretorn SERIE+      |
| Serie regular               |

## Enero
| 2 de enero  | Aberto de São Paulo 2012 São Paulo, Brasil Serie regular $35,000+H – Dura – 32S/32Q/16D Cuadro de individuales - Cuadro de dobles                           | Thiago Alves 7–6(7–5), 7–6(7–1)                   | Gastão Elias                          |                             |                             |
| 2 de enero  | Aberto de São Paulo 2012 São Paulo, Brasil Serie regular $35,000+H – Dura – 32S/32Q/16D Cuadro de individuales - Cuadro de dobles                           | Fernando Romboli Júlio Silva 7–5, 6–2             | Jozef Kovalík José Pereira            |                             |                             |
| 2 de enero  | Internationaux de Nouvelle-Calédonie Numea, Nueva Caledonia, Francia Serie Regular $75,000+H – Dura – 32S/10Q/16D Cuadro de individuales - Cuadro de dobles | Jérémy Chardy 6–4, 6–3                            | Adrián Menéndez                       |                             |                             |
| 2 de enero  | Internationaux de Nouvelle-Calédonie Numea, Nueva Caledonia, Francia Serie Regular $75,000+H – Dura – 32S/10Q/16D Cuadro de individuales - Cuadro de dobles | Sanchai Ratiwatana Sonchat Ratiwatana 6–0, 6–4    | Axel Michon Guillaume Rufin           |                             |                             |
| 9 de enero  | No hay torneos programados. | No hay torneos programados.                       | No hay torneos programados.           | No hay torneos programados. | No hay torneos programados. |
| 16 de enero | No hay torneos programados. | No hay torneos programados.                       | No hay torneos programados.           | No hay torneos programados. | No hay torneos programados. |
| 23 de enero | Intersport Heilbronn Open Heilbronn, Alemania Serie regular €85,000+H – Dura (indoor) – 32S/32Q/16D Cuadro de individuales - Cuadro de dobles               | Björn Phau 6–7(4–7), 6–3, 6–4                     | Ruben Bemelmans                       |                             |                             |
| 23 de enero | Intersport Heilbronn Open Heilbronn, Alemania Serie regular €85,000+H – Dura (indoor) – 32S/32Q/16D Cuadro de individuales - Cuadro de dobles               | Johan Brunström Frederik Nielsen 6–3, 3–6, [10–6] | Treat Conrad Huey Dominic Inglot      |                             |                             |
| 23 de enero | Honolulu Challenger Honolulu, Estados Unidos Serie regular $50,000 – Dura – 32S/28Q/16D Cuadro de individuales - Cuadro de dobles                           | Go Soeda 6–3, 7–6(7–5)                            | Robby Ginepri                         |                             |                             |
| 23 de enero | Honolulu Challenger Honolulu, Estados Unidos Serie regular $50,000 – Dura – 32S/28Q/16D Cuadro de individuales - Cuadro de dobles                           | Amer Delić Travis Rettenmaier 6–4, 7–6(7–3)       | Nicholas Monroe Jack Sock             |                             |                             |
| 23 de enero | Seguros Bolívar Open Bucaramanga Bucaramanga, Colombia Serie regular $35,000+H – Tierra batida – 32S/26Q/16D Cuadro de individuales - Cuadro de dobles      | Wayne Odesnik 6–1, 7–6(7–4)                       | Adrian Ungur                          |                             |                             |
| 23 de enero | Seguros Bolívar Open Bucaramanga Bucaramanga, Colombia Serie regular $35,000+H – Tierra batida – 32S/26Q/16D Cuadro de individuales - Cuadro de dobles      | Ariel Behar Horacio Zeballos 6–4, 7–6(7–5)        | Miguel Ángel López Jaén Paolo Lorenzi |                             |                             |
| 30 de enero | Kazan Kremlin Cup Kazán, Rusia Serie regular $75,000+H – Dura (indoor) – 32S/32Q/16D                                                                        | Jürgen Zopp 7–6(7–4), 7–6(7–4)                    | Marius Copil                          |                             |                             |
| 30 de enero | Kazan Kremlin Cup Kazán, Rusia Serie regular $75,000+H – Dura (indoor) – 32S/32Q/16D                                                                        | Sanchai Ratiwatana Sonchat Ratiwatana 6–3, 6–1    | Alexander Bury Mateusz Kowalczyk      |                             |                             |
| 30 de enero | McDonald's Burnie International Burnie, Australia Serie regular $50,000 – Dura – 32S/32Q/16D                                                                | Danai Udomchoke 7–6(7–5), 6–3                     | Samuel Groth                          |                             |                             |
| 30 de enero | McDonald's Burnie International Burnie, Australia Serie regular $50,000 – Dura – 32S/32Q/16D                                                                | John Peers John-Patrick Smith 6–2, 6–4            | Divij Sharan Vishnu Vardhan           |                             |                             |

## Febrero
| Semana        | Torneo | Campeón                                                    | Finalista                         |
| ------------- | --- | ---------------------------------------------------------- | --------------------------------- |
| 6 de febrero  | Challenger of Dallas Dallas, Estados Unidos Serie regular $100,000 – Dura -(indoor) – 32S/32Q/16D              | Jesse Levine 6–4, 6–4                                      | Steve Darcis                      |
| 6 de febrero  | Challenger of Dallas Dallas, Estados Unidos Serie regular $100,000 – Dura -(indoor) – 32S/32Q/16D              | Chris Eaton Dominic Inglot 6–7(6–8), 6–4, [19–17]          | Nicholas Monroe Jack Sock         |
| 6 de febrero  | Caloundra International Caloundra, Australia Serie regular $50,000 – Dura – 32S/32Q/16D                        | Marinko Matosevic 6–0, 6–2                                 | Greg Jones                        |
| 6 de febrero  | Caloundra International Caloundra, Australia Serie regular $50,000 – Dura – 32S/32Q/16D                        | John Peers John-Patrick Smith 7–6(7–5), 6–4                | John Paul Fruttero Raven Klaasen  |
| 6 de febrero  | Open BNP Paribas Banque de Bretagne Quimper, Francia Serie regular €42,500+H – Dura (indoor) – 32S/32Q/16D     | Igor Sijsling 6–3, 6–4                                     | Malek Jaziri                      |
| 6 de febrero  | Open BNP Paribas Banque de Bretagne Quimper, Francia Serie regular €42,500+H – Dura (indoor) – 32S/32Q/16D     | Pierre-Hugues Herbert Maxime Teixeira 7–6(7–5), 6–4        | Dustin Brown Jonathan Marray      |
| 13 de febrero | Internazionali Trofeo Lame Perrel–Faip Bérgamo, Italia Serie regular €42,500+H – Dura (indoor) – 32S/32Q/16D   | Björn Phau 6–4, 6–4                                        | Alexander Kudryavtsev             |
| 13 de febrero | Internazionali Trofeo Lame Perrel–Faip Bérgamo, Italia Serie regular €42,500+H – Dura (indoor) – 32S/32Q/16D   | Jamie Delgado Ken Skupski 7–5, 7–5                         | Martin Fischer Philipp Oswald     |
| 20 de febrero | Morocco Tennis Tour – Meknes Meknes, Marruecos Serie regular €30,000+H – Tierra batida – 32S/29Q/16D           | Yevgueni Donskoi 6–1, 6–3                                  | Adrian Ungur                      |
| 20 de febrero | Morocco Tennis Tour – Meknes Meknes, Marruecos Serie regular €30,000+H – Tierra batida – 32S/29Q/16D           | Adrián Menéndez Jaroslav Pospíšil 6–3, 3–6, [10–8]         | Gerard Granollers Iván Navarro    |
| 20 de febrero | Volkswagen Challenger Wolfsburgo, Alemania Serie regular €30,000+H – Carpeta(indoor) – 32S/29Q/16D             | Igor Sijsling 4–6, 6–3, 7–6(11–9)                          | Jerzy Janowicz                    |
| 20 de febrero | Volkswagen Challenger Wolfsburgo, Alemania Serie regular €30,000+H – Carpeta(indoor) – 32S/29Q/16D             | Laurynas Grigelis Uladzimir Ignatik 7–5, 4–6, [10–5]       | Tomasz Bednarek Olivier Charroin  |
| 27 de febrero | Challenger La Manche Cherbourg, Francia Serir regular €42,500+H – Dura(indoor) – 32S/32Q/16D                   | Josselin Ouanna 6–3, 6–2                                   | Maxime Teixeira                   |
| 27 de febrero | Challenger La Manche Cherbourg, Francia Serir regular €42,500+H – Dura(indoor) – 32S/32Q/16D                   | Laurynas Grigelis Uladzimir Ignatik 4–6, 7–6(11–9), [10–0] | Dustin Brown Jonathan Marray      |
| 27 de febrero | Singapore ATP Challenger Singapur Serie regular $50,000 – Dura – 32S/27Q/16D                                   | Lu Yen-hsun 6–3, 6–4                                       | Go Soeda                          |
| 27 de febrero | Singapore ATP Challenger Singapur Serie regular $50,000 – Dura – 32S/27Q/16D                                   | Kamil Čapkovič Amir Weintraub 6–4, 6–4                     | Hsieh Cheng-peng Lee Hsin-han     |
| 27 de febrero | Aberto de Florianópolis Florianópolis, Brasil Serie regular $50,000+H – Tierra batida– 32S/32Q/16D             | Simone Bolelli 6–3, 6–4                                    | Blaž Kavčič                       |
| 27 de febrero | Aberto de Florianópolis Florianópolis, Brasil Serie regular $50,000+H – Tierra batida– 32S/32Q/16D             | Blaž Kavčič Antonio Veic 6–3, 6–3                          | Javier Martí Leonardo Tavares     |
| 27 de febrero | Morocco Tennis Tour – Casablanca Casablanca, Marruecos Serie regular €30,000+H – Tierra batida– 32S/32Q/16D    | Aljaž Bedene 7–6(8–6), 7–6(7–4)                            | Nicolas Devilder                  |
| 27 de febrero | Morocco Tennis Tour – Casablanca Casablanca, Marruecos Serie regular €30,000+H – Tierra batida– 32S/32Q/16D    | Walter Trusendi Matteo Viola 1–6, 7–6(7–5), [10–3]         | Yevgueni Donskoi Andrey Kuznetsov |
| 27 de febrero | Challenger ATP de Salinas Diario Expreso Salinas, Ecuador Serie regular $35,000+H – Tierra batida– 32S/23Q/16D | Guido Pella 1–6, 7–5, 6–3                                  | Paolo Lorenzi                     |
| 27 de febrero | Challenger ATP de Salinas Diario Expreso Salinas, Ecuador Serie regular $35,000+H – Tierra batida– 32S/23Q/16D | Martín Alund Horacio Zeballos 6–3, 6–3                     | Ariel Behar Carlos Salamanca      |

## Marzo
| Semana      | Torneo | Campeón                                                        | Finalista                                |
| ----------- | --- | -------------------------------------------------------------- | ---------------------------------------- |
| 5 de marzo  | Campeonato de tenis All Japan Indoor Kyoto, Japón Serie regular $35,000+H – Sintético (indoor) – 32S/32Q/16D     | Tatsuma Ito 6–75, 6–1, 6–2                                     | Malek Jaziri                             |
| 5 de marzo  | Campeonato de tenis All Japan Indoor Kyoto, Japón Serie regular $35,000+H – Sintético (indoor) – 32S/32Q/16D     | Sanchai Ratiwatana Sonchat Ratiwatana 7–67, 6–3                | Hsieh Cheng-peng Lee Hsin-han            |
| 5 de marzo  | Copa Cachantún Santiago, Chile Serie regular $35,000+H – Tierra batida– 32S/32Q/16D                              | Paul Capdeville 6–3, 6–75, 6–3                                 | Antonio Veic                             |
| 5 de marzo  | Copa Cachantún Santiago, Chile Serie regular $35,000+H – Tierra batida– 32S/32Q/16D                              | Paul Capdeville Marcel Felder 6–7(3–7), 6–4, [10–7]            | Jorge Aguilar Daniel Garza               |
| 12 de marzo | Dallas Tennis Classic Dallas, Estados Unidos Serie regular $125,000+H – Dura– 32S/20Q/16D                        | Frank Dancevic 7–64, 6–3                                       | Igor Andreev                             |
| 12 de marzo | Dallas Tennis Classic Dallas, Estados Unidos Serie regular $125,000+H – Dura– 32S/20Q/16D                        | Santiago González Scott Lipsky 6–4, 6–3                        | Bobby Reynolds Michael Russell           |
| 12 de marzo | Jalisco Open Guadalajara, México Serie regular $100,000 – Dura– 32S/32Q/16D                                      | Thiago Alves 6–3, 7–64                                         | Paolo Lorenzi                            |
| 12 de marzo | Jalisco Open Guadalajara, México Serie regular $100,000 – Dura– 32S/32Q/16D                                      | James Cerretani Adil Shamasdin 7–6(7–5), 6–1                   | Tomasz Bednarek Olivier Charroin         |
| 12 de marzo | Green World ATP Challenger Pingguo, China Serie regular $50,000 – Dura– 32S/7Q/16D                               | Go Soeda 6–1, 3–6, 7–5                                         | Malek Jaziri                             |
| 12 de marzo | Green World ATP Challenger Pingguo, China Serie regular $50,000 – Dura– 32S/7Q/16D                               | John Paul Fruttero Raven Klaasen 6–2, 6–4                      | Colin Ebelthite Samuel Groth             |
| 12 de marzo | Morocco Tennis Tour – Rabat Rabat, Marruecos Serie regular €30,000+H – Tierra batida -32S/20Q/16D                | Martin Kližan 6–2, 6–3                                         | Filippo Volandri                         |
| 12 de marzo | Morocco Tennis Tour – Rabat Rabat, Marruecos Serie regular €30,000+H – Tierra batida -32S/20Q/16D                | Iñigo Cervantes Huegun Federico Delbonis 6–7(3–7), 6–3, [10–5] | Martin Kližan Stéphane Robert            |
| 12 de marzo | BH Telecom Indoors Sarajevo, Bosnia y Herzegovina Serie regular €30,000+H – Dura(indoor) – 32S/20Q/16D           | Jan Hernych 6–3, 3–6, 7–6(7–5)                                 | Jan Mertl                                |
| 12 de marzo | BH Telecom Indoors Sarajevo, Bosnia y Herzegovina Serie regular €30,000+H – Dura(indoor) – 32S/20Q/16D           | Dustin Brown Jonathan Marray 7–6(7–2), 2–6, [11–9]             | Michal Mertiňák Igor Zelenay             |
| 19 de marzo | AEGON GB Pro–Series Bath Bath, Gran Bretaña Serie regular €42,500 – Dura (indoor) – 32S/30Q/16D                  | Dustin Brown 7–6'1, 6–4                                        | Jan Mertl                                |
| 19 de marzo | AEGON GB Pro–Series Bath Bath, Gran Bretaña Serie regular €42,500 – Dura (indoor) – 32S/30Q/16D                  | Martin Fischer Philipp Oswald 6–4, 6–4                         | Jamie Delgado Ken Skupski                |
| 19 de marzo | Morocco Tennis Tour – Marrakech Marrakech, Marruecos Serie regular €30,000+H – Tierra batida – 32S/32Q/16D       | Martin Kližan 3–6, 6–3, 6–0                                    | Adrian Ungur                             |
| 19 de marzo | Morocco Tennis Tour – Marrakech Marrakech, Marruecos Serie regular €30,000+H – Tierra batida – 32S/32Q/16D       | Martin Kližan Daniel Muñoz-de la Nava 6–3, 1–6, [12–10]        | Iñigo Cervantes Huegun Federico Delbonis |
| 19 de marzo | Rimouski Challenger Rimouski, Canadá Serie regular $35,000+H – Dura (indoor) – 32S/30Q/16D Individuales - Dobles | Vasek Pospisil 7–66, 6–4                                       | Maxime Authom                            |
| 19 de marzo | Rimouski Challenger Rimouski, Canadá Serie regular $35,000+H – Dura (indoor) – 32S/30Q/16D Individuales - Dobles | Tomasz Bednarek Olivier Charroin 6–3, 6–2                      | Jaan-Frederik Brunken Stefan Seifert     |
| 26 de marzo | Orange Open Guadalupe Guadalupe Le Gosier, Guadalupe Serie regular $100,000+H – Dura – 32S/23Q/16D               | David Goffin 6–2, 6–2                                          | Mischa Zverev                            |
| 26 de marzo | Orange Open Guadalupe Guadalupe Le Gosier, Guadalupe Serie regular $100,000+H – Dura – 32S/23Q/16D               | Pierre-Hugues Herbert Albano Olivetti 7–5, 1–6, [10–7]         | Paul Hanley Jordan Kerr                  |
| 26 de marzo | Seguros Bolívar Open Barranquilla Barranquilla, Colombia Serie regular $50,000+H – Dura – 32S/32Q/16D            | Alejandro Falla 6–4, 6–1                                       | Horacio Zeballos                         |
| 26 de marzo | Seguros Bolívar Open Barranquilla Barranquilla, Colombia Serie regular $50,000+H – Dura – 32S/32Q/16D            | Nicholas Monroe Maciek Sykut 2–6, 6–3, [10–5]                  | Marcel Felder Frank Moser                |

## Abril
| Semana      | Torneo | Campeones                                         | Finalista                              |
| ----------- | --- | ------------------------------------------------- | -------------------------------------- |
| 2 de abril  | Tallahassee Tennis Challenger Tallahassee, Estados Unidos Serie regular $50,000 – Dura – 32S/32Q/16D              | Tim Smyczek 7–5, retiro                           | Frank Dancevic                         |
| 2 de abril  | Tallahassee Tennis Challenger Tallahassee, Estados Unidos Serie regular $50,000 – Dura – 32S/32Q/16D              | Martin Emmrich Andreas Siljeström 6–2, 7–64       | Artem Sitak Blake Strode               |
| 2 de abril  | Open Barletta Trofeo Dimiccoli & Boraccino Barletta, Italia Serie regular €42,500+H – Tierra batida – 32S/15Q/16D | Aljaž Bedene 6–2, 6–0                             | Potito Starace                         |
| 2 de abril  | Open Barletta Trofeo Dimiccoli & Boraccino Barletta, Italia Serie regular €42,500+H – Tierra batida – 32S/15Q/16D | Johan Brunström Dick Norman 6–4, 7–5              | Jonathan Marray Igor Zelenay           |
| 2 de abril  | Open Prévadiès Saint–Brieuc Saint-Brieuc, Francia Serie regular €30,500+H – Tierra batida – 32S/16Q/16D           | Grégoire Burquier 7–5, 65–7, 7–63                 | Augustin Gensse                        |
| 2 de abril  | Open Prévadiès Saint–Brieuc Saint-Brieuc, Francia Serie regular €30,500+H – Tierra batida – 32S/16Q/16D           | Laurynas Grigelis Rameez Junaid 1–6, 6–2, [10–6]  | Stéphane Robert Laurent Rochette       |
| 2 de abril  | San Luis Potosí Challenger San Luis Potosí, México Serie regular $35,500+H – Tierra batida – 32S/32Q/16D          | Rubén Ramírez Hidalgo 3–6, 6–3, 6–4               | Paolo Lorenzi                          |
| 2 de abril  | San Luis Potosí Challenger San Luis Potosí, México Serie regular $35,500+H – Tierra batida – 32S/32Q/16D          | Nicholas Monroe Simon Stadler 3–6, 7–5, [10–7]    | Andre Begemann Jordan Kerr             |
| 9 de abril  | Seguros Bolívar Open Pereira Pereira, Colombia Serie regular $50,000+H – Tierra batida – 32S/22Q/16D              | Carlos Salamanca 5–7, 6–2, 6–1                    | Rubén Ramírez Hidalgo                  |
| 9 de abril  | Seguros Bolívar Open Pereira Pereira, Colombia Serie regular $50,000+H – Tierra batida – 32S/22Q/16D              | Martín Alund Guido Pella 6–3, 2–6, [10–5]         | Sebastián Decoud Rubén Ramírez Hidalgo |
| 9 de abril  | Aberto Santa Catarina De Tenis Blumenau, Brasil Serie regular $35,000+H – Tierra batida – 32S/29Q/16D             | Antonio Veic 3–6, 6–4, 5–2, retiro                | Paul Capdeville                        |
| 9 de abril  | Aberto Santa Catarina De Tenis Blumenau, Brasil Serie regular $35,000+H – Tierra batida – 32S/29Q/16D             | Marin Draganja Dino Marcan 6–2, 6–0               | Blaž Kavčič Antonio Veic               |
| 9 de abril  | Mersin Cup Mersin, Turquía Serie regular €42,500 – Tierra batida – 32S/8Q/16D                                     | João Sousa 6–4, 0–6, 6–4                          | Javier Martí                           |
| 9 de abril  | Mersin Cup Mersin, Turquía Serie regular €42,500 – Tierra batida – 32S/8Q/16D                                     | Radu Albot Denys Molchanov 6–0, 6–2               | Alessandro Motti Simone Vagnozzi       |
| 9 de abril  | Torneo Internacional AGT León, México Serie regular $35,000+H – Dura – 32S/32Q/16D Cuadro de individuales         | Denis Zivkovic 7–65, 6–4                          | Rajeev Ram                             |
| 9 de abril  | Torneo Internacional AGT León, México Serie regular $35,000+H – Dura – 32S/32Q/16D Cuadro de individuales         | John Peers John-Patrick Smith 6–3, 6–3            | César Ramírez Bruno Rodríguez          |
| 16 de abril | Sarasota Open Sarasota, Estados Unidos Serie regular $100,000 – Tierra batida – 32S/32Q/16D                       | Sam Querrey 6–1, 6–73, 6–3                        | Paolo Lorenzi                          |
| 16 de abril | Sarasota Open Sarasota, Estados Unidos Serie regular $100,000 – Tierra batida – 32S/32Q/16D                       | Johan Brunström Izak van der Merwe 6–4, 6–1       | Martin Emmrich Andreas Siljeström      |
| 16 de abril | Rai Open Roma, Italia Serie regular €30,000+H – Tierra batida – 32S/32Q/16D                                       | Roberto Bautista-Agut 67–7, 6–4, 6–3              | Rui Machado                            |
| 16 de abril | Rai Open Roma, Italia Serie regular €30,000+H – Tierra batida – 32S/32Q/16D                                       | Dustin Brown Jonathan Marray 6–4, 7–60            | Andrei Dăescu Florin Mergea            |
| 16 de abril | Santos Brasil Tennis Open Santos, Brasil Serie regular $35,000+H – Tierra batida – 32S/32Q/16D                    | Ivo Minář 4–6, 6–1, 6–4                           | Ricardo Hocevar                        |
| 16 de abril | Santos Brasil Tennis Open Santos, Brasil Serie regular $35,000+H – Tierra batida – 32S/32Q/16D                    | Andrés Molteni Marco Trungelliti 6–4, 6–3         | Rogério Dutra da Silva Júlio Silva     |
| 23 de abril | OEC Kaohsiung Kaohsiung, Taiwán Serie regular $125,000+H – Dura – 32S/29Q/16D                                     | Go Soeda 6–3, 6–0                                 | Tatsuma Ito                            |
| 23 de abril | OEC Kaohsiung Kaohsiung, Taiwán Serie regular $125,000+H – Dura – 32S/29Q/16D                                     | John Paul Fruttero Raven Klaasen 6–7, 7–5, [10–8] | Daniel King-Turner Frederik Nielsen    |
| 23 de abril | Tennis Napoli Cup Nápoles, Italia Serie regular €30,000+H – Tierra batida – 32S/27Q/16D                           | Andrey Kuznetsov 7–68, 7–68                       | Jonathan Dasnieres de Veigy            |
| 23 de abril | Tennis Napoli Cup Nápoles, Italia Serie regular €30,000+H – Tierra batida – 32S/27Q/16D                           | Laurynas Grigelis Alessandro Motti 6–4, 6–4       | Rameez Junaid Igor Zelenay             |
| 23 de abril | Savannah Challenger Savannah, Estados Unidos Serie regular $50,000 – Tierra batida – 32S/32Q/16D                  | Brian Baker 6–4, 6–3                              | Augustin Gensse                        |
| 23 de abril | Savannah Challenger Savannah, Estados Unidos Serie regular $50,000 – Tierra batida – 32S/32Q/16D                  | Carsten Ball Bobby Reynolds 7–69, 6–4             | Travis Parrott Simon Stadler           |
| 23 de abril | IS Open de Tenis São Paulo, Brasil Serie regular $35,000+H – Tierra batida – 32S/16Q/16D                          | Blaž Kavčič 6–3, 7–5                              | Júlio Silva                            |
| 23 de abril | IS Open de Tenis São Paulo, Brasil Serie regular $35,000+H – Tierra batida – 32S/16Q/16D                          | Paul Capdeville Marcel Felder 7–5, 6–3            | André Ghem João Pedro Sorgi            |
| 30 de abril | Tunis Open Túnez, Túnez Tretorn SERIE+ $125,000+H – Tierra batida – 32S/17Q/16D                                   | Rubén Ramírez Hidalgo 6–1, 6–4                    | Jérémy Chardy                          |
| 30 de abril | Tunis Open Túnez, Túnez Tretorn SERIE+ $125,000+H – Tierra batida – 32S/17Q/16D                                   | Jerzy Janowicz Jürgen Zopp 7–61, 6–3              | Nicholas Monroe Simon Stadler          |
| 30 de abril | Prosperita Open Ostrava, República Checa Serie regular €42,500 – Tierra batida – 32S/30Q/16D                      | Jonathan Dasnieres de Veigy 7–5, 6–2              | Jan Hájek                              |
| 30 de abril | Prosperita Open Ostrava, República Checa Serie regular €42,500 – Tierra batida – 32S/30Q/16D                      | Radu Albot Teimuraz Gabashvili 7–5, 5–7, [10–8]   | Adam Pavlásek Jiří Veselý              |

## Mayo
| 7 de mayo  | Strabag Prague Open Praga, República Checa Serie regular €85,000 – Tierra batida – 32S/32Q/16D      | Horacio Zeballos 1–6, 6–4, 7–66                | Martin Kližan                          |                              |                              |
| 7 de mayo  | Strabag Prague Open Praga, República Checa Serie regular €85,000 – Tierra batida – 32S/32Q/16D      | Lukáš Rosol Horacio Zeballos 7–5, 2–6, [12–10] | Martin Kližan Igor Zelenay             |                              |                              |
| 7 de mayo  | Busan Open Challenger Tennis Busan, Corea del Sur Serie regular $75,500+H – Dura – 32S/32Q/16D      | Tatsuma Ito 6–4, 6–3                           | John Millman                           |                              |                              |
| 7 de mayo  | Busan Open Challenger Tennis Busan, Corea del Sur Serie regular $75,500+H – Dura – 32S/32Q/16D      | Yuki Bhambri Divij Sharan 1–6, 6–1, [10–5]     | Hsieh Cheng-peng Lee Hsin-han          |                              |                              |
| 7 de mayo  | Status Athens Open Atenas, Grecia Serie regular €42,500 – Dura – 32S/32Q/16D                        | Marinko Matosevic 6–3, 6–4                     | Ruben Bemelmans                        |                              |                              |
| 7 de mayo  | Status Athens Open Atenas, Grecia Serie regular €42,500 – Dura – 32S/32Q/16D                        | Andre Begemann Jordan Kerr 6–2, 6–3            | Gerard Granollers Alexandros Jakupovic |                              |                              |
| 7 de mayo  | Rio Quente Resorts Tennis Classic Rio Quente, Brasil Serie regular $35,000+H – Dura – 32S/7Q/16D    | Guilherme Clezar 7–64, 6–3                     | Paul Capdeville                        |                              |                              |
| 7 de mayo  | Rio Quente Resorts Tennis Classic Rio Quente, Brasil Serie regular $35,000+H – Dura – 32S/7Q/16D    | Guido Andreozzi Marcel Felder 6–3, 6–3         | Thiago Alves Augusto Laranja           |                              |                              |
| 7 de mayo  | Roma Open Roma, Italia Serie regular €30,000+H – Tierra batida – 32S/26Q/16D                        | Jerzy Janowicz 7–63, 6–3                       | Gilles Müller                          |                              |                              |
| 7 de mayo  | Roma Open Roma, Italia Serie regular €30,000+H – Tierra batida – 32S/26Q/16D                        | Jamie Delgado Ken Skupski 6–1, 6–4             | Adrián Menéndez Walter Trusendi        |                              |                              |
| 14 de mayo | BNP Paribas Primrose Bordeaux Burdeos, Francia Serie regular €85,000+H – Tierra batida– 32S/32Q/16D | Martin Kližan 7–5, 6–3                         | Teimuraz Gabashvili                    |                              |                              |
| 14 de mayo | BNP Paribas Primrose Bordeaux Burdeos, Francia Serie regular €85,000+H – Tierra batida– 32S/32Q/16D | Martin Kližan Igor Zelenay 7–65, 4–6, [10–4]   | Olivier Charroin Jonathan Marray       |                              |                              |
| 14 de mayo | Fergana Challenger Fergana, Uzbekistán Serie regular $35,000+H – Dura – 32S/28Q/16D                 | Yuki Bhambri 6–3, 6–3                          | Amir Weintraub                         |                              |                              |
| 14 de mayo | Fergana Challenger Fergana, Uzbekistán Serie regular $35,000+H – Dura – 32S/28Q/16D                 | Raven Klaasen Izak van der Merwe 6–3, 6–4      | Sanchai Ratiwatana Sonchat Ratiwatana  |                              |                              |
| 21 de mayo | No hubo torneos programados.                                                                        | No hubo torneos programados.                   | No hubo torneos programados.           | No hubo torneos programados. | No hubo torneos programados. |
| 28 de mayo | No hubo torneos programados.                                                                        | No hubo torneos programados.                   | No hubo torneos programados.           | No hubo torneos programados. | No hubo torneos programados. |

## Junio
| 4 de junio  | UniCredit Czech Open Prostějov, República Checa Serie regular €106,500+H – Tierra batida – 32S/29Q/16D | Florian Mayer 7–61, 3–6, 7–63                       | Jan Hájek                           |                           |                           |
| 4 de junio  | UniCredit Czech Open Prostějov, República Checa Serie regular €106,500+H – Tierra batida – 32S/29Q/16D | Cheng-Peng Hsieh Hsin-han Lee 7–5, 7–5              | Colin Ebelthite John Peers          |                           |                           |
| 4 de junio  | Città di Caltanissetta Caltanissetta, Italia Serie regular $64,000+H – Tierra batida– 32S/24Q/16D      | Tommy Robredo 6–3, 6–2                              | Gastão Elias                        |                           |                           |
| 4 de junio  | Città di Caltanissetta Caltanissetta, Italia Serie regular $64,000+H – Tierra batida– 32S/24Q/16D      | Marcel Felder Antonio Veic 5–7, 7–65, [10–6]        | Daniel Gimeno-Traver Iván Navarro   |                           |                           |
| 4 de junio  | AEGON Trophy Nottingham, Reino Unido Serie regular €64 000 – Césped – 32S/32Q/16D                      | Benjamin Becker 4–6, 6–1, 6–4                       | Dmitri Tursúnov                     |                           |                           |
| 4 de junio  | AEGON Trophy Nottingham, Reino Unido Serie regular €64 000 – Césped – 32S/32Q/16D                      | Treat Conrad Huey Dominic Inglot 6–4, 6–711, [10–8] | Jonathan Marray Frederik Nielsen    |                           |                           |
| 4 de junio  | Franken Challenge Fürth, Alemania Serie regular €42,000+H – Tierra batida – 32S/31Q/16D                | Blaž Kavčič 6–3, 2–6, 6–2                           | Sergui Stajovski                    |                           |                           |
| 4 de junio  | Franken Challenge Fürth, Alemania Serie regular €42,000+H – Tierra batida – 32S/31Q/16D                | Arnau Brugués-Davi João Sousa 7–5, 6–77, [11–9]     | Rameez Junaid Purav Raja            |                           |                           |
| 11 de junio | Internazionali di Monza E Brianza Monza, Italia Serie regular €85,000+H – Tierra batida – 32S/19Q/16D  | Daniel Gimeno-Traver 6–2, 4–6, 6–4                  | Albert Montañés                     |                           |                           |
| 11 de junio | Internazionali di Monza E Brianza Monza, Italia Serie regular €85,000+H – Tierra batida – 32S/19Q/16D  | Andréi Golúbev Yuri Schukin 7–64, 5–7, [10–7]       | Teimuraz Gabashvili Stefano Ianni   |                           |                           |
| 11 de junio | AEGON Nottingham Challenge Nottingham, Reino Unido Serie regular €64,000 – Césped – 32S/32Q/16D        | Grega Žemlja 7–63, 4–6, 6–4                         | Karol Beck                          |                           |                           |
| 11 de junio | AEGON Nottingham Challenge Nottingham, Reino Unido Serie regular €64,000 – Césped – 32S/32Q/16D        | Olivier Charroin Martin Fischer 6–4, 7–66           | Yevgueni Donskói Andréi Kuznetsov   |                           |                           |
| 11 de junio | Košice Open Košice, Eslovaquia Serie regular €30,000+H – Tierra batida – 32S/32Q/16D                   | Aljaž Bedene 7–61, 6–2                              | Simon Greul                         |                           |                           |
| 11 de junio | Košice Open Košice, Eslovaquia Serie regular €30,000+H – Tierra batida – 32S/32Q/16D                   | Tomasz Bednarek Mateusz Kowalczyk 2–6, 7–5, [14–12] | Uladzimir Ignatik Andrei Vasilevski |                           |                           |
| 18 de junio | No se disputaron torneos.                                                                              | No se disputaron torneos.                           | No se disputaron torneos.           | No se disputaron torneos. | No se disputaron torneos. |
| 25 de junio | Marburg Open Marburg, Alemania Serie regular €30 000+H – Tierra batida – 32S/29Q/16D                   | Jan Hájek 6–2, 6–2                                  | Andreas Haider-Maurer               |                           |                           |
| 25 de junio | Marburg Open Marburg, Alemania Serie regular €30 000+H – Tierra batida – 32S/29Q/16D                   | Mateusz Kowalczyk David Škoch 6–2, 6–1              | Denís Matsúkevich Mischa Zverev     |                           |                           |
| 25 de junio | Aspria Tennis Cup Trofeo City Life Milan, Italia Serie regular €30,000+H – Tierra batida– 32S/28Q/16D  | Tommy Robredo 6–3, 6–0                              | Martín Alund                        |                           |                           |
| 25 de junio | Aspria Tennis Cup Trofeo City Life Milan, Italia Serie regular €30,000+H – Tierra batida– 32S/28Q/16D  | Nicholas Monroe Simon Stadler 6–4, 3–6, [11–9]      | Andrey Golubev Yuri Schukin         |                           |                           |

## Julio
| Semana de   | Torneo | Campeones                                                | Finalistas                              |
| ----------- | --- | -------------------------------------------------------- | --------------------------------------- |
| 2 de julio  | Sparkassen Open Braunschweig, Alemania Serie regular €106,500+H – Tierra batida – 32S/26Q/16D                     | Thomaz Bellucci 7–64, 6–3                                | Tobias Kamke                            |
| 2 de julio  | Sparkassen Open Braunschweig, Alemania Serie regular €106,500+H – Tierra batida – 32S/26Q/16D                     | Tomasz Bednarek Mateusz Kowalczyk 7–5, 6–71, [10–8]      | Harri Heliövaara Denys Molchanov        |
| 2 de julio  | Nielsen Pro Tennis Championships Winnetka, Estados Unidos Serie regular $50,000 – Dura – 32S/24Q/16D              | John-Patrick Smith 3–6, 6–3, 7–63                        | Ričardas Berankis Danai Udomchoke       |
| 2 de julio  | Nielsen Pro Tennis Championships Winnetka, Estados Unidos Serie regular $50,000 – Dura – 32S/24Q/16D              | Devin Britton Jeff Dadamo 1–6, 6–2, [10–6]               | John Peers John-Patrick Smith           |
| 2 de julio  | BRD Arad Challenger Arad, Rumania Serie regular €30,000+H – Tierra batida – 32S/32Q/16D                           | Facundo Bagnis 6–4, 6–4                                  | Victor Hănescu                          |
| 2 de julio  | BRD Arad Challenger Arad, Rumania Serie regular €30,000+H – Tierra batida – 32S/32Q/16D                           | Nikola Mektić Antonio Veic 7–65, 4–6, [10–3]             | Marin Draganja Dino Marcan              |
| 2 de julio  | Lima Challenger Lima, Perú Serie regular $50,000+H – Tierra batida– 32S/22Q/16D                                   | Guido Andreozzi 6–3, 6–76, 6–2                           | Facundo Argüello                        |
| 2 de julio  | Lima Challenger Lima, Perú Serie regular $50,000+H – Tierra batida– 32S/22Q/16D                                   | Facundo Argüello Agustín Velotti 7–64, 7–6<5             | Claudio Grassi Luca Vanni               |
| 2 de julio  | Visit Panama Cup Panamá, Panamá Serie regular $35,000+H – Tierra batida – 32S/16Q/16D                             | Rogério Dutra da Silva 6–3, 6–0                          | Peter Polansky                          |
| 2 de julio  | Visit Panama Cup Panamá, Panamá Serie regular $35,000+H – Tierra batida – 32S/16Q/16D                             | Júlio César Campozano Alejandro González 6–4, 7–5        | Daniel Kosakowski Peter Polansky        |
| 9 de julio  | Seguros Bolívar Open Bogotá, Colombia Serie regular $125,000+H – Tierra batida – 32S/31Q/16D                      | Alejandro Falla 7–5, 6–3                                 | Santiago Giraldo                        |
| 9 de julio  | Seguros Bolívar Open Bogotá, Colombia Serie regular $125,000+H – Tierra batida – 32S/31Q/16D                      | Marcelo Demoliner Víctor Estrella 6–4, 6–2               | Thomas Fabbiano Riccardo Ghedin         |
| 9 de julio  | The Hague Open Scheveningen, Holanda Tretorn SERIE+ €42,500+H – Tierra batida – 32S/27Q/16D                       | Jerzy Janowicz 6–2, 6–2                                  | Matwé Middelkoop                        |
| 9 de julio  | The Hague Open Scheveningen, Holanda Tretorn SERIE+ €42,500+H – Tierra batida – 32S/27Q/16D                       | Antal van der Duim Boy Westerhof 6–4, 5–7, [10–7]        | Rameez Junaid Simon Stadler             |
| 9 de julio  | Carisap Tennis Cup San Benedetto, Italia Serie regular €30,000+H – Tierra batida– 32S/31Q/16D                     | Gianluca Naso 6–4, 7–5                                   | Andreas Haider-Maurer                   |
| 9 de julio  | Carisap Tennis Cup San Benedetto, Italia Serie regular €30,000+H – Tierra batida– 32S/31Q/16D                     | Brydan Klein Dane Propoggia 3–6, 6–4, [12–10]            | Stefano Ianni Gianluca Naso             |
| 9 de julio  | BRD Timișoara Challenger Timișoara, Rumania Serie regular €30,000+H – Tierra batida – 32S/10Q/16D                 | Victor Hănescu 6–0, 6–3                                  | Guillaume Rufin                         |
| 9 de julio  | BRD Timișoara Challenger Timișoara, Rumania Serie regular €30,000+H – Tierra batida – 32S/10Q/16D                 | Goran Tošić Denis Zivkovic 6–2, 7–5                      | Andrei Dăescu Florin Mergea             |
| 16 de julio | ATP China International Tennis Challenge Yunnan, China Serie regular $50,000 – Tierra batida – 32S/32Q/16D        | Grega Žemlja 1–6, 7–5, 6–3                               | Aljaž Bedene                            |
| 16 de julio | ATP China International Tennis Challenge Yunnan, China Serie regular $50,000 – Tierra batida – 32S/32Q/16D        | Sanchai Ratiwatana Sonchat Ratiwatana 4–6, 7–61, [13–11] | Ruan Roelofse Kittipong Wachiramanowong |
| 16 de julio | SDA Tennis Open Grez-Doiceau, Bélgica Serie regular €42,500 – Tierra batida– 32S/21Q/16D                          | Thiemo de Bakker 6–4, 3–6, 7–5                           | Victor Hănescu                          |
| 16 de julio | SDA Tennis Open Grez-Doiceau, Bélgica Serie regular €42,500 – Tierra batida– 32S/21Q/16D                          | André Ghem Marco Trungelliti 6–1, 6–2                    | Facundo Bagnis Pablo Galdón             |
| 16 de julio | Levene Gouldin & Thompson Tennis Challenger Binghamton, Estados Unidos Serie regular $50,500 – Dura – 32S/32Q/16D | Michael Yani 6–4, 7–611                                  | Fritz Wolmarans                         |
| 16 de julio | Levene Gouldin & Thompson Tennis Challenger Binghamton, Estados Unidos Serie regular $50,500 – Dura – 32S/32Q/16D | Dudi Sela Harel Srugo 6–2, 3–6, [10–8]                   | Adrien Bossel Michael McClune           |
| 16 de julio | Challenger Banque Nationale de Granby Quebec, Canadá Serie regular $50,000 – Dura – 32S/32Q/16D                   | Vasek Pospisil 7–62, 6–4                                 | Igor Sijsling                           |
| 16 de julio | Challenger Banque Nationale de Granby Quebec, Canadá Serie regular $50,000 – Dura – 32S/32Q/16D                   | Philip Bester Vasek Pospisil 6–1, 6–2                    | Yuichi Ito Takuto Niki                  |
| 16 de julio | Penza Cup Penza, Rusia Serie regular $50,000 – Dura – 32S/20Q/16D                                                 | Illya Marchenko 7–5, 6–3                                 | Yevgueni Donskoi                        |
| 16 de julio | Penza Cup Penza, Rusia Serie regular $50,000 – Dura – 32S/20Q/16D                                                 | Konstantin Kravchuk Nikolaus Moser 6–75, 6–3, [10–7]     | Yuki Bhambri Divij Sharan               |
| 16 de julio | Poznań Open Posnania, Polonia Tretorn SERIE+ €30,000+H – Tiera batida – 32S/23Q/16D                               | Jerzy Janowicz 6–3, 6–3                                  | Jonathan Dasnières de Veigy             |
| 16 de julio | Poznań Open Posnania, Polonia Tretorn SERIE+ €30,000+H – Tiera batida – 32S/23Q/16D                               | Rameez Junaid Simon Stadler 6–3, 6–4                     | Adam Hubble Nima Roshan                 |
| 16 de julio | Guzzini Challenger Recanati, Italia Serie regular €30,000+H – Dura – 32S/24Q/16D                                  | Simone Bolelli 6–3, 6–2                                  | Fabrice Martin                          |
| 16 de julio | Guzzini Challenger Recanati, Italia Serie regular €30,000+H – Dura – 32S/24Q/16D                                  | Brydan Klein Dane Propoggia 7–5, 2–6, [14–12]            | Marin Draganja Dino Marcan              |
| 23 de julio | President's Cup Astaná, Kazajistán Serie regular $125,000 – Dura – 32S/31Q/16D                                    | Yevgueni Donskoi 6–3, 6–4                                | Marsel İlhan                            |
| 23 de julio | President's Cup Astaná, Kazajistán Serie regular $125,000 – Dura – 32S/31Q/16D                                    | Konstantin Kravchuk Denys Molchanov 6–4, 6–3             | Karol Beck Kamil Čapkovič               |
| 23 de julio | Fifth Third Bank Tennis Championships Lexington, Estados Unidos Serie regular $50,000 – Dura– 32S/32Q/16D         | Denis Kudla 5–7, 7–5, 6–1                                | Érik Chvojka                            |
| 23 de julio | Fifth Third Bank Tennis Championships Lexington, Estados Unidos Serie regular $50,000 – Dura– 32S/32Q/16D         | Austin Krajicek John Peers 6–1, 7–64                     | Tennys Sandgren Rhyne Williams          |
| 23 de julio | Tampere Open Tampere, Finlandia Serie regular €42,500 – Tierra batida – 32S/29Q/16D                               | João Sousa 7–65, 6–4                                     | Éric Prodon                             |
| 23 de julio | Tampere Open Tampere, Finlandia Serie regular €42,500 – Tierra batida – 32S/29Q/16D                               | Michael Linzer Gerald Melzer 6–1, 7–63                   | Niels Desein André Ghem                 |
| 23 de julio | ATP China Challenger International Wuhan, China Serie regular $50,000 – Dura – 32S/29Q/16D                        | Aljaž Bedene 6–3, 4–6, 6–3                               | Josselin Ouanna                         |
| 23 de julio | ATP China Challenger International Wuhan, China Serie regular $50,000 – Dura – 32S/29Q/16D                        | Sanchai Ratiwatana Sonchat Ratiwatana 6–4, 2–6,[10–8]    | Adam Feeney Samuel Groth                |
| 23 de julio | Oberstaufen Cup Oberstaufen, Alemania Serie regular €30,000+H – Tierra batida – 32S/12Q/16D                       | Dominik Meffert 6–4, 6–3                                 | Nils Langer                             |
| 23 de julio | Oberstaufen Cup Oberstaufen, Alemania Serie regular €30,000+H – Tierra batida – 32S/12Q/16D                       | Andrei Dăescu Florin Mergea 7–64, 7–61                   | Andrey Kuznetsov Jose Rubin Statham     |
| 23 de julio | Orbetello Challenger Orbetello, Italia Serie regular €30,000+H – Tiera batida – 32S/29Q/16D                       | Roberto Bautista-Agut 6–3, 6–1                           | Dušan Lajović                           |
| 23 de julio | Orbetello Challenger Orbetello, Italia Serie regular €30,000+H – Tiera batida – 32S/29Q/16D                       | Stefano Ianni Dane Propoggia 6–3, 6–2                    | Alessio di Mauro Simone Vagnozzi        |
| 30 de julio | Odlum Brown Vancouver Open Vancouver, Canadá Serie regular $100,000 – Dura – 32S/32Q/16D                          | Igor Sijsling 6–1, 7–5                                   | Sergei Bubka                            |
| 30 de julio | Odlum Brown Vancouver Open Vancouver, Canadá Serie regular $100,000 – Dura – 32S/32Q/16D                          | Maxime Authom Ruben Bemelmans 6–4, 6–2                   | John Peers John-Patrick Smith           |
| 30 de julio | Beijing International Challenger Pekín, China Serie regular $75,000+H – Dura – 32S/32Q/16D                        | Grega Žemlja 6–3, 6–0                                    | Wu Di                                   |
| 30 de julio | Beijing International Challenger Pekín, China Serie regular $75,000+H – Dura – 32S/32Q/16D                        | Sanchai Ratiwatana Sonchat Ratiwatana 7–63, 2–6, [10–6]  | Yuki Bhambri Divij Sharan               |
| 30 de julio | Manta Open Manta, Ecuador Serie regular $35,000+H – Dura – 32S/32Q/16D                                            | Guido Pella 6–4, 7–5                                     | Maximiliano Estévez                     |
| 30 de julio | Manta Open Manta, Ecuador Serie regular $35,000+H – Dura – 32S/32Q/16D                                            | Duilio Beretta Renzo Olivo 6–3, 6–0                      | Víctor Estrella João Souza              |

## Agosto
| Semana de    | Torneo | Campeones                                      | Finalistas                                          |
| ------------ | --- | ---------------------------------------------- | --------------------------------------------------- |
| 6 de agosto  | Comerica Bank Challenger Aptos, California, Estados Unidos Serie regular $100,000 – Dura – 32S/32Q/16D       | Steve Johnson 6–3, 6–3                         | Robert Farah                                        |
| 6 de agosto  | Comerica Bank Challenger Aptos, California, Estados Unidos Serie regular $100,000 – Dura – 32S/32Q/16D       | Rik de Voest John Peers 6–75, 6–1, [10–4]      | Chris Guccione Frank Moser                          |
| 6 de agosto  | San Marino CEPU Open Ciudad de San Marino, San Marino Tretorn SERIE+ €85,000+H – Tierra batida – 32S/32Q/16D | Martin Kližan 6–3, 6–1                         | Simone Bolelli                                      |
| 6 de agosto  | San Marino CEPU Open Ciudad de San Marino, San Marino Tretorn SERIE+ €85,000+H – Tierra batida – 32S/32Q/16D | Lukáš Dlouhý Michal Mertiňák 2–6, 7–63, [11–9] | Stefano Ianni Matteo Viola                          |
| 6 de agosto  | Open Diputación Ciudad de Pozoblanco Pozoblanco, España Tretorn SERIE+ €42,500+H – Dura – 32S/32Q/16D        | Roberto Bautista-Agut 6–3, 6–4                 | Arnau Brugués-Davi                                  |
| 6 de agosto  | Open Diputación Ciudad de Pozoblanco Pozoblanco, España Tretorn SERIE+ €42,500+H – Dura – 32S/32Q/16D        | Konstantin Kravchuk Denys Molchanov 6–3, 6–3   | Adrian Mannarino Maxime Teixeira                    |
| 6 de agosto  | BRD Sibiu Challenger Sibiu, Rumania Serie regular €30,000+H – Tierra batida – 32S/32Q/16D                    | Adrian Ungur 6–4, 7–61                         | Victor Hănescu                                      |
| 6 de agosto  | BRD Sibiu Challenger Sibiu, Rumania Serie regular €30,000+H – Tierra batida – 32S/32Q/16D                    | Marin Draganja Lovro Zovko 6–4, 4–6, [11–9]    | Alexandru-Daniel Carpen Cristóbal Saavedra-Corvalán |
| 6 de agosto  | Samarkand Challenger Samarcanda, Uzbekistán Serie regular $35,000+H – Tierra batida – 32S/32Q/16D            | Dušan Lajović 6–3, 6–2                         | Farruj Dustov                                       |
| 6 de agosto  | Samarkand Challenger Samarcanda, Uzbekistán Serie regular $35,000+H – Tierra batida – 32S/32Q/16D            | Oleksandr Nedovyesov Ivan Sergeyev 6–4, 7–61   | Divij Sharan Vishnu Vardhan                         |
| 13 de agosto | Zucchetti Kos Tennis Cup Cordenons, Italia Tretorn SERIE+ €85,000+H – Tierra batida – 32S/32Q/16D            | Paolo Lorenzi 7–65, 6–3                        | Daniel Gimeno-Traver                                |
| 13 de agosto | Zucchetti Kos Tennis Cup Cordenons, Italia Tretorn SERIE+ €85,000+H – Tierra batida – 32S/32Q/16D            | Lukáš Dlouhý Michal Mertiňák 5–7, 7–5, [10–7]  | Philipp Marx Florin Mergea                          |
| 13 de agosto | Karshi Challenger Qarshi, Uzbekistán Serie regular $50,000 – Dura – 32S/32Q/16D                              | Igor Kunitsyn 7–610, 6–2                       | Dzmitry Zhyrmont                                    |
| 13 de agosto | Karshi Challenger Qarshi, Uzbekistán Serie regular $50,000 – Dura – 32S/32Q/16D                              | Lee Hsin-han Peng Hsien-yin 6–75, 6–4, [10–4]  | Brydan Klein Yasutaka Uchiyama                      |
| 20 de agosto | Open Castilla y León Segovia, España Tretorn SERIE+ €64,000 – Dura – 32S/32Q/16D                             | Yevgueni Donskoi 6–1, 7–611                    | Albano Olivetti                                     |
| 20 de agosto | Open Castilla y León Segovia, España Tretorn SERIE+ €64,000 – Dura – 32S/32Q/16D                             | Stefano Ianni Florin Mergea 6–2, 6–3           | Konstantin Kravchuk Frank Moser                     |
| 27 de agosto | Chang-Sat Bangkok Open Bangkok, Tailandia Serie regular $50,000 – Dura – 32S/32Q/16D                         | Dudi Sela 6–1, 7–5                             | Yuichi Sugita                                       |
| 27 de agosto | Chang-Sat Bangkok Open Bangkok, Tailandia Serie regular $50,000 – Dura – 32S/32Q/16D                         | Divij Sharan Vishnu Vardhan 6–3, 6–4           | Lee Hsin-han Peng Hsien-yin                         |
| 27 de agosto | Città di Como Challenger Como, Italia Serie regular €30,000+H – Tierra batida – 32S/32Q/16D                  | Andreas Haider-Maurer 6–3, 6–4                 | João Sousa                                          |
| 27 de agosto | Città di Como Challenger Como, Italia Serie regular €30,000+H – Tierra batida – 32S/32Q/16D                  | Philipp Marx Florin Mergea 6–4, 4–6, [10–4]    | Colin Ebelthite Jaroslav Pospíšil                   |

## Septiembre
| Semana de        | Torneo | Campeones                                             | Finalistas                           |
| ---------------- | --- | ----------------------------------------------------- | ------------------------------------ |
| 3 de septiembre  | AON Open Challenger Génova, Italia Serie regular €85,000+H – Tierra batida – 32S/32Q/16D                                                   | Albert Montañés 6–4, 6–1                              | Tommy Robredo                        |
| 3 de septiembre  | AON Open Challenger Génova, Italia Serie regular €85,000+H – Tierra batida – 32S/32Q/16D                                                   | Andre Begemann Martin Emmrich 6–3, 6–1                | Dominik Meffert Philipp Oswald       |
| 3 de septiembre  | TEAN International Alphen aan den Rijn, Holanda Serie regular €42,500 – Tierra batida – 32S/32Q/16D                                        | Thiemo de Bakker 6–4, 6–2                             | Simon Greul                          |
| 3 de septiembre  | TEAN International Alphen aan den Rijn, Holanda Serie regular €42,500 – Tierra batida – 32S/32Q/16D                                        | Rameez Junaid Simon Stadler 4–6, 6–1, [10–5]          | Simon Greul Bastian Knittel          |
| 3 de septiembre  | Shanghai Challenger Shanghái, China Serie regular $50,000 – Dura– 32S/32Q/16D                                                              | Lu Yen-hsun 7–5, 6–0                                  | Peter Gojowczyk                      |
| 3 de septiembre  | Shanghai Challenger Shanghái, China Serie regular $50,000 – Dura– 32S/32Q/16D                                                              | Sanchai Ratiwatana Sonchat Ratiwatana 6–4, 6–4        | Yuki Bhambri Divij Sharan            |
| 3 de septiembre  | Trophée des Alpilles Saint-Rémy-de-Provence, Francia Serie regular €42,500 – Dura – 32S/32Q/16D                                            | Josselin Ouanna 6–4, 7–5                              | Flavio Cipolla                       |
| 3 de septiembre  | Trophée des Alpilles Saint-Rémy-de-Provence, Francia Serie regular €42,500 – Dura – 32S/32Q/16D                                            | Laurynas Grigelis Uladzimir Ignatik 6–74, 6–3, [10–6] | Jordi Marsé-Vidri Carles Poch-Gradin |
| 3 de septiembre  | BRD Brașov Challenger Brașov, Rumania Serie regular €30,000+H – Tierra batida – 32S/32Q/16D                                                | Andreas Haider-Maurer 3–6, 7–5, 6–2                   | Adrian Ungur                         |
| 3 de septiembre  | BRD Brașov Challenger Brașov, Rumania Serie regular €30,000+H – Tierra batida – 32S/32Q/16D                                                | Marius Copil Victor Crivoi 6–78, 6–4, [12–10]         | Andrei Ciumac Oleksandr Nedovyesov   |
| 10 de septiembre | American Express – TED Open Estambul, Turkey Serie regular $75,000 – Dura – 32S/32Q/16D                                                    | Dmitry Tursunov 6–4, 7–65                             | Adrian Mannarino                     |
| 10 de septiembre | American Express – TED Open Estambul, Turkey Serie regular $75,000 – Dura – 32S/32Q/16D                                                    | Karol Beck Lukáš Dlouhý 3–6, 6–2, [10–6]              | Adrián Menéndez John Peers           |
| 10 de septiembre | Seguros Bolívar Open Cali Cali, Colombia Serie regular $75,000+H – Tierra batida– 32S/32Q/16D Cuadro de individuales – Cuadro de dobles    | João Souza 6–2, 6–4                                   | Thiago Alves                         |
| 10 de septiembre | Seguros Bolívar Open Cali Cali, Colombia Serie regular $75,000+H – Tierra batida– 32S/32Q/16D Cuadro de individuales – Cuadro de dobles    | Juan Sebastián Cabal Robert Farah 6–3, 7–64           | Marcelo Demoliner João Souza         |
| 10 de septiembre | ATP Roller Open Pétange, Luxemburgo Serie regular €64,000 – Dura (indoor) – 32S/32Q/16D                                                    | Tobias Kamke 7–67, 6–4                                | Paul-Henri Mathieu                   |
| 10 de septiembre | ATP Roller Open Pétange, Luxemburgo Serie regular €64,000 – Dura (indoor) – 32S/32Q/16D                                                    | Christopher Kas Dick Norman 2–6, 6–2, [10–8]          | Jamie Murray André Sá                |
| 10 de septiembre | Banja Luka Challenger Banja Luka, Bosnia Herzegovina Serie regular €64,000+H – Tierra batida – 32S/32Q/16D                                 | Victor Hănescu 6–4, 6–1                               | Andreas Haider-Maurer                |
| 10 de septiembre | Banja Luka Challenger Banja Luka, Bosnia Herzegovina Serie regular €64,000+H – Tierra batida – 32S/32Q/16D                                 | Marin Draganja Lovro Zovko 6–1, 6–1                   | Colin Ebelthite Jaroslav Pospíšil    |
| 10 de septiembre | Copa Sevilla Sevilla, España serie regular €42,500+H – Tierra batida – 32S/32Q/16D                                                         | Daniel Gimeno-Traver 6–3, 6–2                         | Tommy Robredo                        |
| 10 de septiembre | Copa Sevilla Sevilla, España serie regular €42,500+H – Tierra batida – 32S/32Q/16D                                                         | Nikola Ćirić Boris Pašanski 5–7, 6–4, [10–6]          | Stephan Fransen Jesse Huta Galung    |
| 10 de septiembre | Ningbo Challenger Ningbo, China Serie regular $50,000+H – Dura – 32S/32Q/16D                                                               | Peter Gojowczyk 6–3, 6–1                              | Jeong Suk-Young                      |
| 10 de septiembre | Ningbo Challenger Ningbo, China Serie regular $50,000+H – Dura – 32S/32Q/16D                                                               | Sanchai Ratiwatana Sonchat Ratiwatana 6–4, 6–2        | Gong Maoxin Zhang Ze                 |
| 10 de septiembre | Internazionali di Tennis dell'Umbria Todi, Italia serie regular €30,000+H – Tierra batida – 32S/32Q/16D                                    | Andrey Kuznetsov 6–3, 2–0 retiro                      | Paolo Lorenzi                        |
| 10 de septiembre | Internazionali di Tennis dell'Umbria Todi, Italia serie regular €30,000+H – Tierra batida – 32S/32Q/16D                                    | Martin Fischer Philipp Oswald 6–3, 6–2                | Marco Cecchinato Alessio di Mauro    |
| 17 de septiembre | Pekao Szczecin Open Szczecin, Polonia Trtorn SERIE+ €106,500+H – Tierra batida – 32S/32Q/16D Cuadro de individuales – Cuadro de dobles     | Victor Hănescu 6–4, 7–5                               | Iñigo Cervantes Huegun               |
| 17 de septiembre | Pekao Szczecin Open Szczecin, Polonia Trtorn SERIE+ €106,500+H – Tierra batida – 32S/32Q/16D Cuadro de individuales – Cuadro de dobles     | Andre Begemann Martin Emmrich 3–6, 6–1, [10–3]        | Tomasz Bednarek Mateusz Kowalczyk    |
| 17 de septiembre | Türk Telecom İzmir Cup İzmir, Turkía Serie regular €64,000 – Dura – 32S/32Q/16D                                                            | Dmitry Tursunov 7–64, 6–75, 6–3                       | Illya Marchenko                      |
| 17 de septiembre | Türk Telecom İzmir Cup İzmir, Turkía Serie regular €64,000 – Dura – 32S/32Q/16D                                                            | David Rice Sean Thornley 7–68, 6–2                    | Brydan Klein Dane Propoggia          |
| 17 de septiembre | ATP Challenger Trophy Trnava, Eslovaquia Serie regular €64,000 – Tierra batida – 32S/32Q/16D                                               | Andrey Kuznetsov 6–3, 6–3                             | Adrian Ungur                         |
| 17 de septiembre | ATP Challenger Trophy Trnava, Eslovaquia Serie regular €64,000 – Tierra batida – 32S/32Q/16D                                               | Nikola Ćirić Goran Tošić 7–60, 7–5                    | Mate Pavić Franko Škugor             |
| 17 de septiembre | Tetra Pak Tennis Cup Campinas, Brasil Serie regular series $50,000 – Tierra batida – 32S/32Q/16D Cuadro de Individuales – Cuadro de dobles | Guido Pella 6–4, 6–0                                  | Leonardo Kirche                      |
| 17 de septiembre | Tetra Pak Tennis Cup Campinas, Brasil Serie regular series $50,000 – Tierra batida – 32S/32Q/16D Cuadro de Individuales – Cuadro de dobles | Marcelo Demoliner João Souza 6–1, 7–5                 | Marcel Felder Máximo González        |
| 24 de septiembre | Open d'Orléans Orléans, Francia Serie regular €106,500+H – Dura (indoor) – 32S/32Q/16D                                                     | David Goffin 6–4, 3–6, 6–3                            | Ruben Bemelmans                      |
| 24 de septiembre | Open d'Orléans Orléans, Francia Serie regular €106,500+H – Dura (indoor) – 32S/32Q/16D                                                     | Lukáš Dlouhý Gilles Müller 6–2, 6–75, [10–7]          | Xavier Malisse Ken Skupski           |
| 24 de septiembre | Torneo Omnia Tenis Ciudad Madrid Madrid, España Serie regular €42,500 – Tierra batida – 32S/32Q/16D                                        | Daniel Gimeno-Traver 6–4, 6–2                         | Jan-Lennard Struff                   |
| 24 de septiembre | Torneo Omnia Tenis Ciudad Madrid Madrid, España Serie regular €42,500 – Tierra batida – 32S/32Q/16D                                        | Daniel Gimeno-Traver Iván Navarro 6–2, 4–6, [10–7]    | Colin Ebelthite Jaroslav Pospíšil    |
| 24 de septiembre | Lermontov Cup Lermontov, Rusia Serie regular €50 000+H – Tierra batida – 32S/32Q/16D                                                       | Andréi Kuznetsov 6–77, 6–2, 6–2                       | Farruj Dustov                        |
| 24 de septiembre | Lermontov Cup Lermontov, Rusia Serie regular €50 000+H – Tierra batida – 32S/32Q/16D                                                       | Konstantín Kravchuk Denís Molchanov 6–3, 6–4          | Andréi Golúbev Yuri Schukin          |

## Octubre
| Semana de     | Torneo | Campeones                                          | Finalistas                            |
| ------------- | --- | -------------------------------------------------- | ------------------------------------- |
| 1 de octubre  | Ethias Trophy Mons, Bélgica Tretorn SERIE+ €106,500+H – Dura – 32S/32Q/16D                                                                           | Kenny de Schepper 7–6(7), 4–6, 7–64                | Michaël Llodra                        |
| 1 de octubre  | Ethias Trophy Mons, Bélgica Tretorn SERIE+ €106,500+H – Dura – 32S/32Q/16D                                                                           | Tomasz Bednarek Jerzy Janowicz 7–5, 4–6, [10–2]    | Michaël Llodra Édouard Roger-Vasselin |
| 1 de octubre  | Natomas Men's Professional Tennis Tournament Sacramento, Estados Unidos Serie regular $100,000 – Dura – 32S/32Q/16D                                  | James Blake 6–1, 1–6, 6–4                          | Mischa Zverev                         |
| 1 de octubre  | Natomas Men's Professional Tennis Tournament Sacramento, Estados Unidos Serie regular $100,000 – Dura – 32S/32Q/16D                                  | Tennys Sandgren Rhyne Williams 4–6, 6–4, [12–10]   | Devin Britton Austin Krajicek         |
| 1 de octubre  | Campeonato Internacional de Tênis do Estado do Pará Belém, Brasil Serie regular $35,000+H – Dura – 32S/32Q/16D                                       | Ricardo Hocevar 7–61, 7–64                         | Thiemo de Bakker                      |
| 1 de octubre  | Campeonato Internacional de Tênis do Estado do Pará Belém, Brasil Serie regular $35,000+H – Dura – 32S/32Q/16D                                       | John Peers John-Patrick Smith 6–3, 6–2             | Nicholas Monroe Simon Stadler         |
| 1 de octubre  | Quito Challenger Quito, Ecuador Serie regular $35,000+H – Tierra batida – 32S/32Q/16D                                                                | João Souza 6–2, 7–64                               | Guillaume Rufin                       |
| 1 de octubre  | Quito Challenger Quito, Ecuador Serie regular $35,000+H – Tierra batida – 32S/32Q/16D                                                                | Juan Sebastián Cabal Carlos Salamanca 7–6(7), 7–64 | Marcelo Demoliner João Souza          |
| 8 de octubre  | Tashkent Challenger Tashkent, Uzbekistán Serie regular $125,000+H – Dura – 32S/32Q/16D                                                               | Uladzimir Ignatik 6–3, 7–63                        | Lukáš Lacko                           |
| 8 de octubre  | Tashkent Challenger Tashkent, Uzbekistán Serie regular $125,000+H – Dura – 32S/32Q/16D                                                               | Andre Begemann Martin Emmrich 6–72, 7–62, [10–8]   | Rameez Junaid Frank Moser             |
| 8 de octubre  | Tiburon Challenger Tiburón, Estados Unidos Serie regular $100,000 – Dura – 32S/32Q/16D                                                               | Jack Sock 6–1, 1–6, 7–63                           | Mischa Zverev                         |
| 8 de octubre  | Tiburon Challenger Tiburón, Estados Unidos Serie regular $100,000 – Dura – 32S/32Q/16D                                                               | Rik de Voest Chris Guccione 6–1, 6–4               | Jordan Kerr Andreas Siljeström        |
| 8 de octubre  | Open de Rennes Rennes, Francia Serie regular €42,500+H – Dura – 32S/32Q/16D                                                                          | Kenny de Schepper 7–64, 6–2                        | Illya Marchenko                       |
| 8 de octubre  | Open de Rennes Rennes, Francia Serie regular €42,500+H – Dura – 32S/32Q/16D                                                                          | Philipp Marx Florin Mergea 6–3, 6–2                | Tomasz Bednarek Mateusz Kowalczyk     |
| 8 de octubre  | Copa San Juan Gobierno Ciudad de San Juan, Argentina Serie regular $35,000+H – Tierra batida – 32S/32Q/16D Cuadro de individuales – Cuadro de dobles | Thiemo de Bakker 6–2, 3–6, 6–2                     | Martín Alund                          |
| 8 de octubre  | Copa San Juan Gobierno Ciudad de San Juan, Argentina Serie regular $35,000+H – Tierra batida – 32S/32Q/16D Cuadro de individuales – Cuadro de dobles | Martín Alund Horacio Zeballos 3–6, 6–2, [14–12]    | Nicholas Monroe Simon Stadler         |
| 15 de octubre | Peugeot Tennis Cup Río de Janeiro, Brasil Serie regular $50,000+H – Tierra batida – 32S/32Q/16D                                                      | Gastão Elias 6–3, 7–5                              | Boris Pašanski                        |
| 15 de octubre | Peugeot Tennis Cup Río de Janeiro, Brasil Serie regular $50,000+H – Tierra batida – 32S/32Q/16D                                                      | Marcelo Demoliner João Souza 6–2, 6–4              | Frederico Gil Pedro Sousa             |
| 15 de octubre | Copa Agco Cordoba Villa Allende, Argentina Serie regular $50,000 – Tierra batida – 32S/32Q/16D Cuadro de individuales – Cuadro de dobles             | Guillaume Rufin 6–2, 6–3                           | Javier Martí                          |
| 15 de octubre | Copa Agco Cordoba Villa Allende, Argentina Serie regular $50,000 – Tierra batida – 32S/32Q/16D Cuadro de individuales – Cuadro de dobles             | Facundo Bagnis Diego Junqueira 6–1, 6–2            | Ariel Behar Guillermo Durán           |
| October 22    | Samsung Securities Cup Seúl, Corea del Sur Serie regular $100,000+H – Dura – 32S/32Q/16D                                                             | Lu Yen-hsun 6–3, 7–64                              | Yuichi Sugita                         |
| October 22    | Samsung Securities Cup Seúl, Corea del Sur Serie regular $100,000+H – Dura – 32S/32Q/16D                                                             | Lee Hsin-han Peng Hsien-yin 7–63, 7–5              | Lim Yong-Kyu Nam Ji-Sung              |
| October 22    | Copa Topper Buenos Aires, Argentina Serie regular $75,000 – Tierra batida – 32S/32Q/16D Cuadro de individuales – Cuadro de dobles                    | Diego Schwartzman 6–1, 7–5                         | Guillaume Rufin                       |
| October 22    | Copa Topper Buenos Aires, Argentina Serie regular $75,000 – Tierra batida – 32S/32Q/16D Cuadro de individuales – Cuadro de dobles                    | Martín Alund Horacio Zeballos 7–66, 6–2            | Facundo Argüello Agustín Velotti      |
| October 22    | Aberto de Tênis do Rio Grande do Sul Porto Alegre, Brasil Serie regular $35,000+H – Tierra batida – 32S/32Q/16D                                      | Simon Greul 2–6, 7–65, 7–5                         | Gastão Elias                          |
| October 22    | Aberto de Tênis do Rio Grande do Sul Porto Alegre, Brasil Serie regular $35,000+H – Tierra batida – 32S/32Q/16D                                      | Marcelo Demoliner João Souza 6–3, 3–6, [10–7]      | Simon Greul Alessandro Motti          |
| 29 de octubre | Geneva Open presented by IPP Ginebra, Suiza Serie regular €64,000+H – Dura – 32S/32Q/16D                                                             | Marc Gicquel 3–6, 6–3, 6–4                         | Matthias Bachinger                    |
| 29 de octubre | Geneva Open presented by IPP Ginebra, Suiza Serie regular €64,000+H – Dura – 32S/32Q/16D                                                             | Johan Brunström Raven Klaasen 7–62, 6–75, [10–5]   | Philipp Marx Florin Mergea            |
| 29 de octubre | Charlottesville Men's Pro Challenger Charlottesville (Virginia), Estados Unidos Serie regular $75,000 – Dura – 32S/32Q/16D                           | Denis Kudla 6–0, 6–3                               | Alex Kuznetsov                        |
| 29 de octubre | Charlottesville Men's Pro Challenger Charlottesville (Virginia), Estados Unidos Serie regular $75,000 – Dura – 32S/32Q/16D                           | John Peers John-Patrick Smith 7–5, 6–1             | Jarmere Jenkins Jack Sock             |
| 29 de octubre | Seguros Bolívar Open Medellín Medellín, Colombia Serie regular $50,000+H – Tierra batida – 32S/32Q/16D                                               | Paolo Lorenzi 7–65, 6–74, 6–4                      | Leonardo Mayer                        |
| 29 de octubre | Seguros Bolívar Open Medellín Medellín, Colombia Serie regular $50,000+H – Tierra batida – 32S/32Q/16D                                               | Nicholas Monroe Simon Stadler 6–4, 6–4             | Renzo Olivo Marco Trungelliti         |
| 29 de octubre | Uruguay Open Montevideo, Uruguay Serie regular $50,000 – Tierra batida – 32S/32Q/16D Cuadro de individuales – Cuadro de dobles                       | Horacio Zeballos 6–3, 6–2                          | Julian Reister                        |
| 29 de octubre | Uruguay Open Montevideo, Uruguay Serie regular $50,000 – Tierra batida – 32S/32Q/16D Cuadro de individuales – Cuadro de dobles                       | Nikola Mektić Antonio Veic 6–3, 5–7, [10–7]        | Blaž Kavčič Franco Škugor             |
| 29 de octubre | Bauer Watertechnology Cup Eckental, Alemania Serie regular €30,000+H – Dura – 32S/32Q/16D                                                            | Daniel Brands 7–60, 6–3                            | Ernests Gulbis                        |
| 29 de octubre | Bauer Watertechnology Cup Eckental, Alemania Serie regular €30,000+H – Dura – 32S/32Q/16D                                                            | James Cerretani Adil Shamasdin 6–3, 2–6, [10–4]    | Tomasz Bednarek Andreas Siljeström    |

## Noviembre
| Semana de       | Torneo | Campeones                                     | Finalistas                             |
| --------------- | --- | --------------------------------------------- | -------------------------------------- |
| 5 de noviembre  | Slovak Open Bratislava, Eslovaquia Tretorn SERIE+ €85,000+H – Dura – 32S/32Q/16D                                   | Lukáš Rosol 6–73, 7–65, 7–66                  | Björn Phau                             |
| 5 de noviembre  | Slovak Open Bratislava, Eslovaquia Tretorn SERIE+ €85,000+H – Dura – 32S/32Q/16D                                   | Lukáš Dlouhý Michail Elgin 6–75, 6–2, [10–6]  | Philipp Marx Florin Mergea             |
| 5 de noviembre  | Internazionali Tennis Val Gardena Südtirol Ortisei, Italia Serie regular €64,000 – Dura – 32S/32Q/16D              | Benjamin Becker 6–1, 6–4                      | Andreas Seppi                          |
| 5 de noviembre  | Internazionali Tennis Val Gardena Südtirol Ortisei, Italia Serie regular €64,000 – Dura – 32S/32Q/16D              | Karol Beck Rik de Voest 6–3, 6–4              | Rameez Junaid Michael Kohlmann         |
| 5 de noviembre  | Challenger Ciudad de Guayaquil Guayaquil, Ecuador Serie regular $50,000+H – Tierra batida – 32S/32Q/16D            | Leonardo Mayer 6–2, 6–4                       | Paolo Lorenzi                          |
| 5 de noviembre  | Challenger Ciudad de Guayaquil Guayaquil, Ecuador Serie regular $50,000+H – Tierra batida – 32S/32Q/16D            | Martín Alund Facundo Bagnis 7–5, 7–65         | Leonardo Mayer Martín Ríos-Benítez     |
| 5 de noviembre  | Knoxville Challenger Knoxville, Estados Unidos Serie regular $50,000 – Dura – 32S/32Q/16D                          | Michael Russell 6–3, 6–2                      | Bobby Reynolds                         |
| 5 de noviembre  | Knoxville Challenger Knoxville, Estados Unidos Serie regular $50,000 – Dura – 32S/32Q/16D                          | Alex Kuznetsov Mischa Zverev 6–4, 6–2         | Jean Andersen Izak van der Merwe       |
| 5 de noviembre  | AEGON Pro-Series Loughborough Loughborough, Reino Unido Serie regular €42,500 – Dura – 32S/32Q/16D                 | Yevgueni Donskoi 6–2, 4–6, 6–1                | Jan-Lennard Struff                     |
| 5 de noviembre  | AEGON Pro-Series Loughborough Loughborough, Reino Unido Serie regular €42,500 – Dura – 32S/32Q/16D                 | James Cerretani Adil Shamasdin 6–4, 7–5       | Purav Raja Divij Sharan                |
| 5 de noviembre  | São Léo Open San Leopoldo, Brasil Serie regular $35,000+H – Tierra batida – 32S/32Q/16D                            | Horacio Zeballos 3–6, 7–5, 7–6(2)             | Paul Capdeville                        |
| 5 de noviembre  | São Léo Open San Leopoldo, Brasil Serie regular $35,000+H – Tierra batida – 32S/32Q/16D                            | Fabiano de Paula Júlio Silva 6–1, 7–65        | Ariel Behar Horacio Zeballos           |
| 12 de noviembre | IPP Open Helsinki, Finlandia Serie regular €106,500+H – Dura – 32S/32Q/16D                                         | Lukáš Lacko 6–3, 6–4                          | Jarkko Nieminen                        |
| 12 de noviembre | IPP Open Helsinki, Finlandia Serie regular €106,500+H – Dura – 32S/32Q/16D                                         | Mijaíl Yelguin Igor Zelenay 4–6, 7–60, [10–4] | Uladzimir Ignatik Jimmy Wang           |
| 12 de noviembre | JSM Challenger of Champaign–Urbana Champaign (Illinois), Estados Unidos Serie regular $50,000 – Dura – 32S/32Q/16D | Tim Smyczek 2–6, 7–61, 7–5                    | Jack Sock                              |
| 12 de noviembre | JSM Challenger of Champaign–Urbana Champaign (Illinois), Estados Unidos Serie regular $50,000 – Dura – 32S/32Q/16D | Devin Britton Austin Krajicek 6–3, 6–3        | Jean Andersen Izak van der Merwe       |
| 12 de noviembre | Keio Challenger Yokohama, Japón Serie regular $50,000 – Dura – 32S/32Q/16D                                         | Matteo Viola 7–63, 6–3                        | Mirza Bašić                            |
| 12 de noviembre | Keio Challenger Yokohama, Japón Serie regular $50,000 – Dura – 32S/32Q/16D                                         | Prakash Amritraj Philipp Oswald 6–3, 6–4      | Sanchai Ratiwatana Sonchat Ratiwatana  |
| 12 de noviembre | I Marbella Open Marbella, España Serie regular €30,000+H – Tierra batida – 32S/32Q/16D                             | Albert Montañés 3–6, 6–2, 6–3                 | Daniel Muñoz de la Nava                |
| 12 de noviembre | I Marbella Open Marbella, España Serie regular €30,000+H – Tierra batida – 32S/32Q/16D                             | Andrey Kuznetsov Javier Martí 6–3, 6–3        | Emilio Benfele Álvarez Adelchi Virgili |
| 19 de noviembre | Dunlop World Challenge Toyota (Aichi), Japón Serie regular €35,000+H – Dura – 32S/32Q/16D                          | Michał Przysiężny 6–2, 6–3                    | Hiroki Moriya                          |
| 19 de noviembre | Dunlop World Challenge Toyota (Aichi), Japón Serie regular €35,000+H – Dura – 32S/32Q/16D                          | Philipp Oswald Mate Pavić 6–3, 3–6, [10–2]    | Andrea Arnaboldi Matteo Viola          |
| 19 de noviembre | Siberia Cup Tiumén, Rusia Serie regular $35,000+H – Dura – 32S/32Q/16D                                             | Yevgueni Donskoi 6–76, 6–3, 6–2               | Illya Marchenko                        |
| 19 de noviembre | Siberia Cup Tiumén, Rusia Serie regular $35,000+H – Dura – 32S/32Q/16D                                             | Ivo Klec Andreas Siljeström 6–3, 6–2          | Konstantin Kravchuk Denys Molchanov    |
| 26 de noviembre | ATP Challenger Tour Finals San Pablo, Brasil Serie regular €220,000+H – Dura –                                     | Guido Pella 6–3, 6–74, 7–64                   | Adrian Ungur                           |